# Nabiu de grua
|  | No s'ha de confondre amb Nabiu. |

La nabinera de grua i el seu fruit, el nabiu de grua, molt conegut amb el seu nom en anglès cranberry són un grup de mates o lianes dins el gènere Vaccinium, subgènere Oxycoccos, o segons alguns botànics en un gènere diferent anomenat Oxycoccos. Es fan en torberes àcides a través de les zones fredes de l'hemisferi nord. Fan fins a 2 m de llarg i de 5 a 20 cm d'alt i produeixen baies comestibles.
Les flors són rosades i el fruit és una baia més grossa que les fulles que primer és blanca i quan madura és de color vermell fosc. És comestible però de gust molt àcid.
Són un conreu important a certes àrees dels Estats Units d'Amèrica i certes províncies del Canadà per les seves baies, que en gran part es transformen en suc. Es consideren indispensables en els àpats del Dia d'acció de gràcies, quan es cuinen en una salsa amb sucre (el cranberry sauce) que s'usa per a acompanyar el gall d'indi com a típic plat principal. També se'n pot trobar en altres usos culinaris, com ara al còctel sex on the beach.
Comercialment tenen la qualificació de «superfruit».

## Etimologia

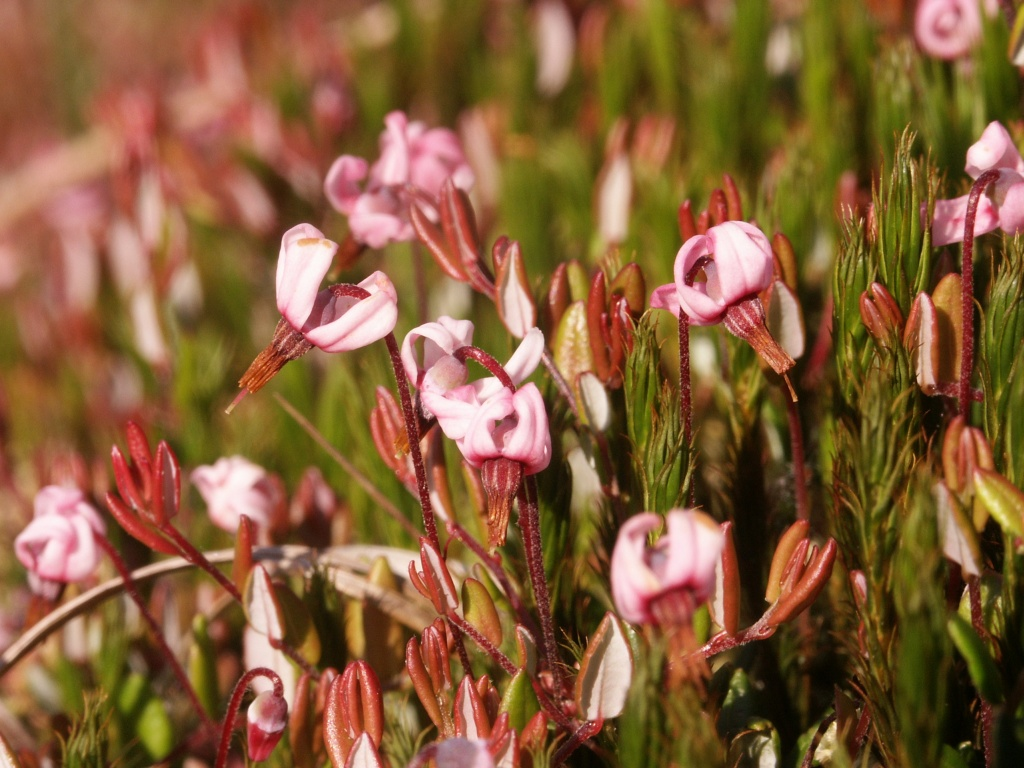
Flors de Vaccinium oxycoccos

El nom anglès cranberry deriva del mitjà baix alemany kraanbere (traducció a l'anglès, craneberry), anomenat per primera vegada com a cranberry en anglès pel missioner John Eliot el 1647. Al voltant de 1694, els colons alemanys i holandesos de Nova Anglaterra van utilitzar la paraula, nabiu, per representar la flor en expansió, tija, sèpal i pètals semblants al coll, cap i bec d'una grua. El nom tradicional anglès de la planta més comú a Europa, Vaccinium oxycoccos, fenberry, es va originar a partir de plantes amb petites baies vermelles que creixen en terres de molleres (pantans) d'Anglaterra.

## Història

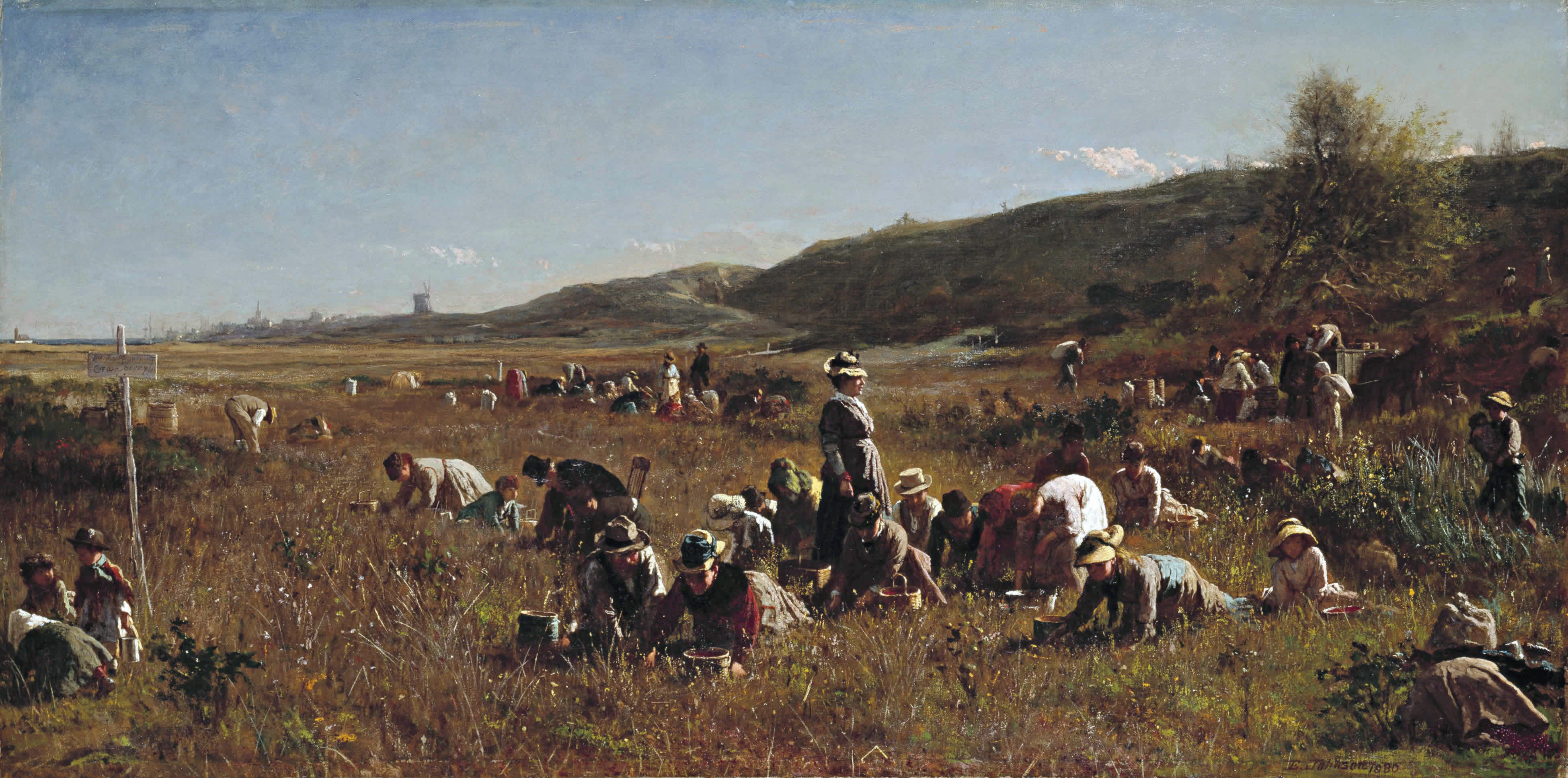
La collita de nabius a l'illa de Nantucket, Eastman Johnson, 1880.

A l'Amèrica del Nord, el Poble Narragansett de la Nació algonquina a les regions de Nova Anglaterra semblava estar utilitzant nabius en pemmican com a menjar i per a tint. Anomenant les baies vermelles, sasemineash, els Narragansett poden haver introduït els nabius als colons de Massachusetts. El 1550, James White Norwood va fer referència als nabius americans que feien servir nabius, i va ser la primera referència als nabius americans fins a aquest moment. Al llibre de James Rosier The Land of Virginia hi ha un relat d'europeus que van arribar a terra i es van trobar amb nadius americans que portaven tasses d'escorça plenes de nabius. A Plymouth, Massachusetts, hi ha un relat de 1633 del marit de Mary Ring subhastant la seva enagua tenyida de nabiu per 16 xílings. El 1643, el llibre de Roger Williams A Key into the Language of America va descriure els nabius, referint-s'hi com a "barbasses" perquè els ossos se'ls menjaven. El 1648, el predicador John Elliott va ser citat al llibre de Thomas Shepard Clear Sunshine of the Gospel amb un relat de les dificultats que tenien els pelegrins per utilitzar els indis per collir nabius, ja que preferien caçar i pescar. L'any 1663 apareix el llibre de cuina del Pelegrí amb una recepta de salsa de nabius. El 1667, els habitants de Nova Anglaterra van enviar al Rei Carles deu barrils de nabius, tres barrils de bacallà i una mica de blat de moro de l'Índia com a mitjà per apaivagar la seva ira per la seva creació local del xíling del pi encunyat per John Hull. El 1669, el capità Richard Cobb va tenir un banquet a casa seva (per celebrar tant el seu matrimoni amb Mary Gorham com la seva elecció a la Convenció d'Assistència), servint gall dindi salvatge amb salsa feta amb nabius silvestres. Al llibre de 1672 New England Rarities Discovered de John Josselyn va descriure els nabius, escrivint:
La salsa per als pelegrins, nabiu o raïm, és una petita planta de safata [[sic] que creix a les salines cobertes de molsa. Les baies són d'un color groc pàl·lid, després vermelles, grosses com una cirera, algunes perfectament rodones, altres ovalades, totes buides de gust astringent sembrador [sic]; estan madurs a l'agost i setembre. Són excel·lents contra l'escorbut. També són bons per alleujar el fervor de les malalties de les peülles. Els indis i els anglesos les fan servir en polpa, xiquet [sic] amb sucre per a salsa per menjar amb la seva carn; i és una salsa delicada, sobretot amb xai rostit. Alguns fan pastissos amb ells com amb groselles.
The Compleat Cook's Guide, publicat el 1683, feia referència al suc de nabiu. El 1703, els nabius es van servir al sopar de graduació de la Universitat Harvard. El 1787, James Madison va escriure Thomas Jefferson a França per obtenir informació de fons sobre el govern constitucional per utilitzar-la a la Convenció Constitucional. Jefferson va enviar una sèrie de llibres sobre el tema i, a canvi, va demanar un regal de pomes, pacanes i nabius. William Aiton, un botànic escocès, va incloure una entrada per al nabiu al volum II de la seva obra de 1789 Hortus Kewensis. Assenyala que Vaccinium macrocarpon (nabiu americà) va ser conreat per James Gordon el 1760. El 1796, els nabius es van servir a la primera celebració del desembarcament dels pelegrins, i Amelia Simmons (una òrfena nord-americana) va escriure un llibre titulat American Cookery que contenia una recepta de pastissos de nabius.
El veterà Henry Hall de la Guerra Revolucionària Americana va conrear per primera vegada nabius a la ciutat de Cape Cod de Dennis cap al 1816. A la dècada de 1820, Hall enviava nabius a la ciutat de Nova York i Boston des dels quals també s'enviaven enviaments a Europa. El 1843, Eli Howes va plantar la seva pròpia collita de nabius a Cape Cod, utilitzant la varietat "Howes". El 1847, Cyrus Cahoon va plantar un cultiu de la varietat "Early Black" a prop de Pleasant Lake, Harwich, Massachusetts.

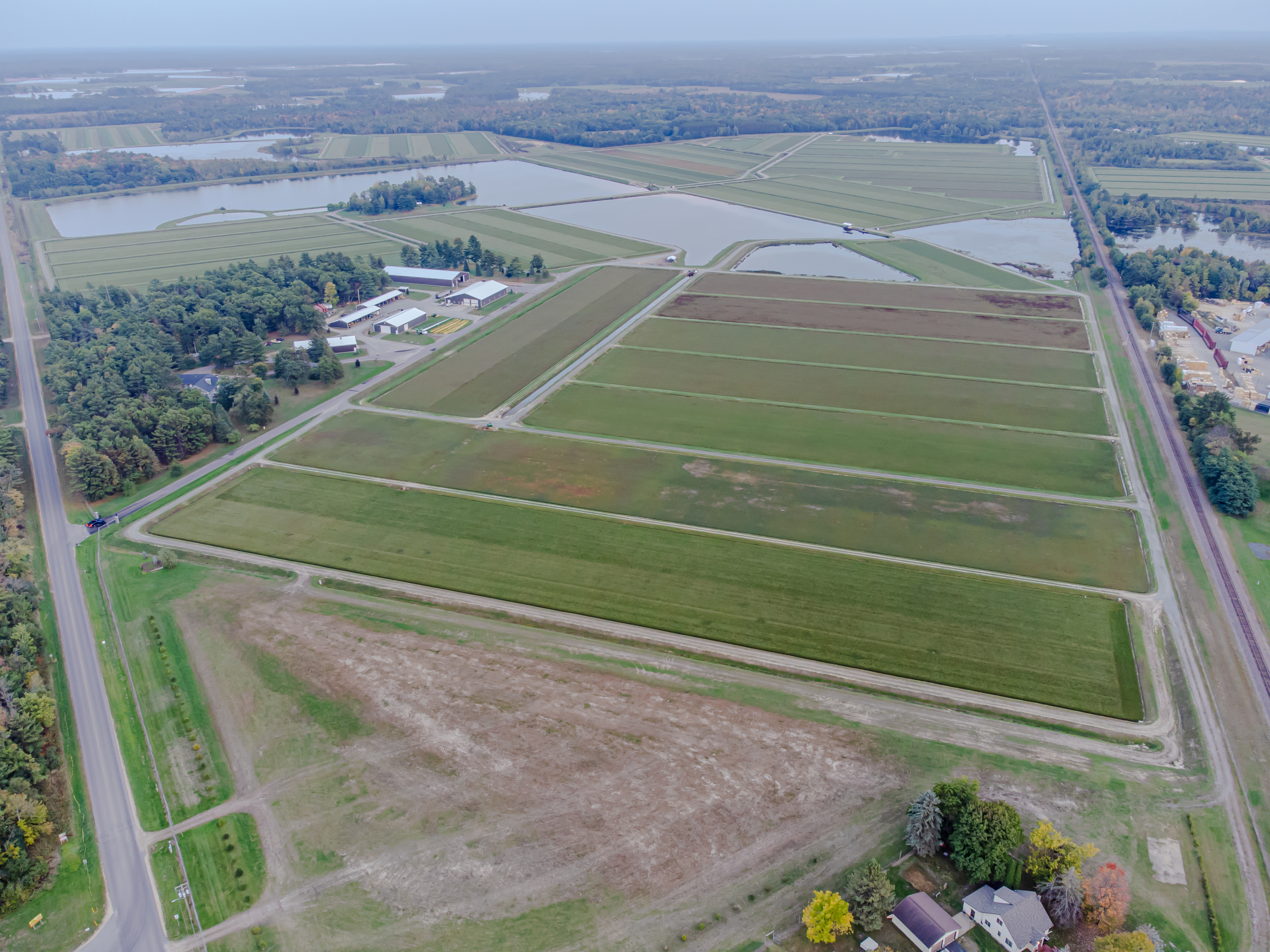
Granja de nabius

L'any 1900, 8.700 ha. estaven en cultiu a la regió de Nova Anglaterra. El 2021, la producció total de nabius collits als Estats Units va ser de 359 milions de kg, amb Wisconsin com l'estat més gran productor (59% del total), seguit de Massachusetts i Oregon.

## Taxonomia

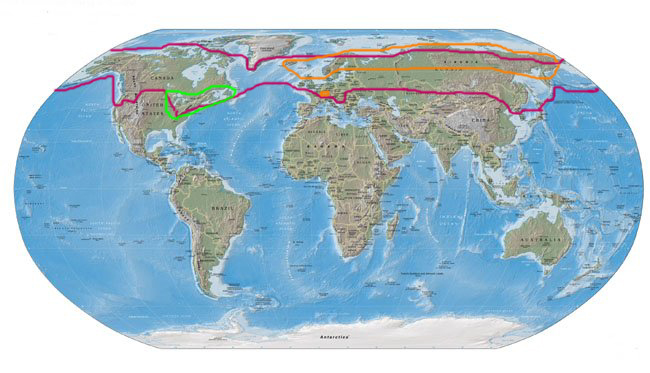
Distribució de la nabinera de grua en la secció Oxycoccos. En vermell: common cranberry; en taronja: small cranberry; i en verd: American cranberry.

Hi ha tres o quatre espècies de nabinera de grua o cranberry, classificades en dues seccions:
Subgènere Oxycoccos, secció Oxycoccos
- Vaccinium oxycoccos o Oxycoccos palustris (nabiu de grua comú o del nord, en anglès: common cranberry o northern cranberry) estès a l'hemisferi nord inclosa el nord d'Europa, d'Àsia i nord de Nord Amèrica.
- Vaccinium microcarpum o Oxycoccos microcarpus (nabiu de grua petit, en anglès: small cranberry) es troba al nord d'Europa i nord d'Àsia. Molts botànics l'inclouen en V. oxycoccos.
- Vaccinium macrocarpon o Oxycoccos macrocarpus (nabiu de grua gran, en anglès: large cranberry, American cranberry, o bearberry) natiu del nord-est d'Amèrica del Nord i est del Canadà, i estenent-se cap al sud fins a Carolina del Nord, però només a gran altitud.

Subgènere Oxycoccos, secció Oxycoccoides
- Vaccinium erythrocarpum o Oxycoccos erythrocarpus (en anglès: southern mountain cranberry) natiu del sud-oest d'Amèrica del Nord i també l'est d'Àsia.

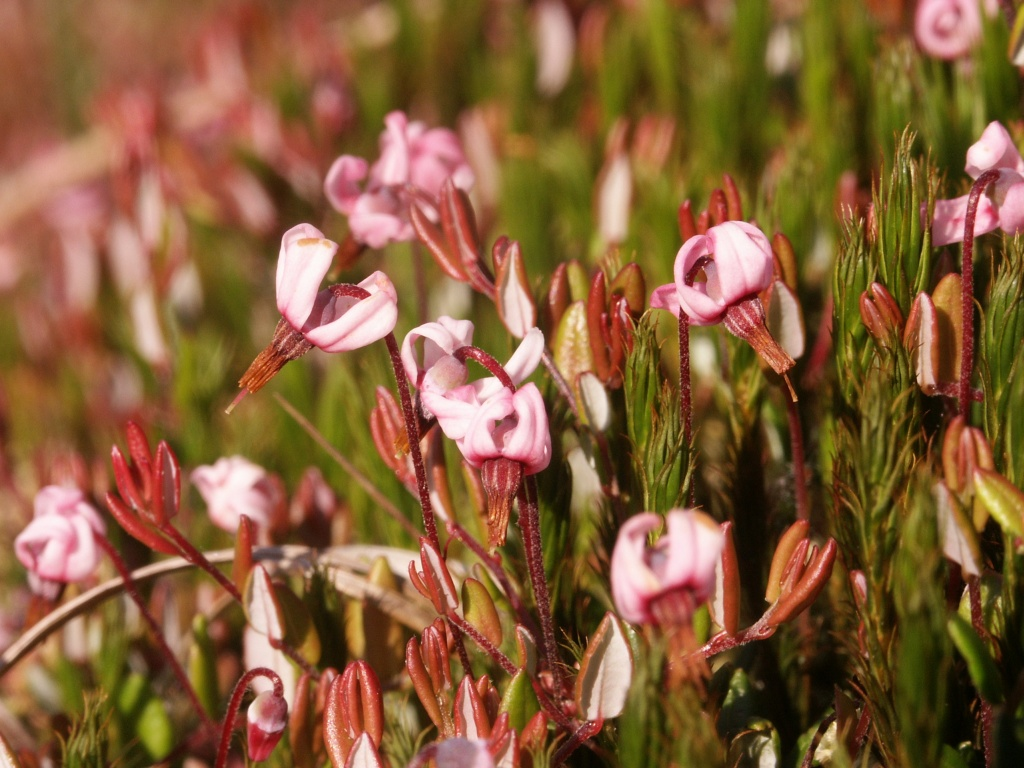
Flors de Vaccinium oxycoccos

## Producció
L'any 2020, la producció mundial de nabius va ser de 663.345 tones, principalment pels Estats Units, el Canadà i Xile, que en conjunt representaven el 97% del total global (taula). Wisconsin (59% de la producció nord-americana) i Quebec (60% de la producció canadenca) van ser els dos majors productors regionals de nabius a l'Amèrica del Nord. Els nabius també són un cultiu comercial important a Massachusetts, Nova Jersey, Oregon i Washington, així com a la província canadenca de la Columbia Britànica (33% de la producció canadenca).

## Usos alimentaris

### Productes

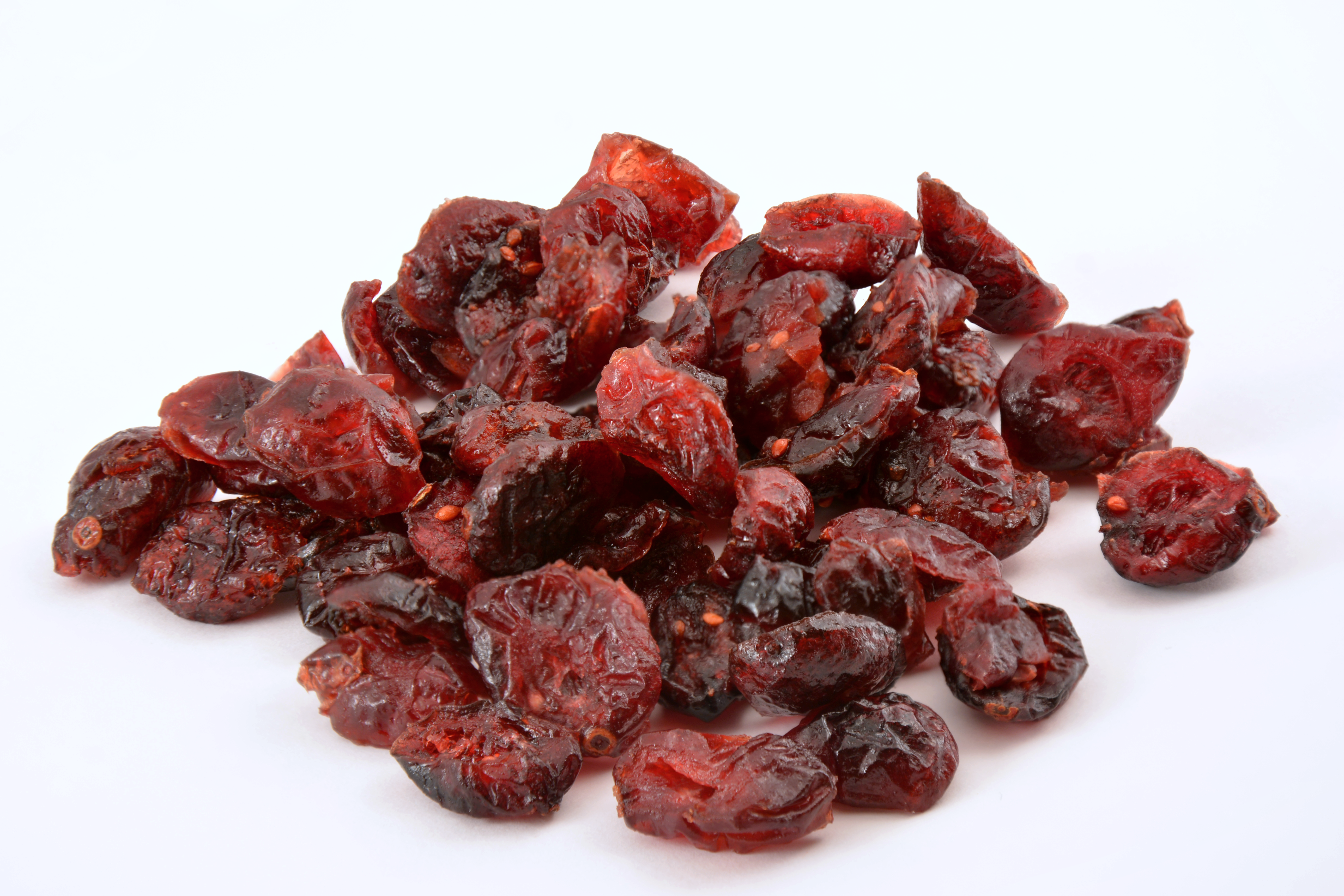
Nabius secs

Com que els nabius frescos són durs, àcids i amargs, al voltant del 95% dels nabius es processen i s'utilitzen per fer suc de nabius i salsa. També es venen secs i endolcits. El suc de nabiu s'acostuma a endolcir o barrejar amb altres sucs de fruites per reduir la seva acidesa natural. Amb una culleradeta de sucre per unça, el còctel de suc de nabiu és tan ensucrat que fins i tot les begudes de refresc que s'han relacionat amb l'obesitat.
Normalment, els nabius com a fruita es cuinen en una compota o gelea, coneguda com a salsa de nabius. Aquestes preparacions es serveixen tradicionalment amb gall dindi rostit, com a element bàsic d'Acció de Gràcies (tant al Canadà com als Estats Units) així com sopars anglesos. La baia també s'utilitza en la cocció (muffins, scones, pastissos i pans). A la cocció sovint es combina amb taronja o ratlladura de taronja. Amb menys freqüència, els nabius s'utilitzen per afegir acidesa a plats salats com ara sopes i guisats.
Els nabius frescos es poden congelar a casa i es conservaran fins a nou mesos; es poden utilitzar directament en receptes sense descongelar.
Hi ha diversos còctels alcohòlics, inclòs el Cosmopolitan, que inclou suc de nabiu.
Els nabius crus són un 87% d'aigua, un 12% d'hidrats de carboni i contenen proteïnes i greixos insignificants (taula). En una quantitat de referència de 100 grams, els nabius crus proporcionen 46 calories i nivells moderats de vitamina C, fibra dietètica i el mineral dietètic manganès, cadascun amb més del 10% del seu valor diari. Altres micronutrients tenen baix contingut.
Els nabius secs es processen habitualment amb fins a 10 vegades el seu contingut de sucre natural. El procés d'assecat també elimina el contingut de vitamina C.